# Acroporium tubulosum
Acroporium tubulosum là một loài rêu trong họ Sematophyllaceae. Loài này được (Broth.) Broth. mô tả khoa học đầu tiên năm 1925.